# V. Lane Rawlins
Veldon Lane Rawlins (Idaho, 1937. november 30. –) amerikai akadémikus, 1991 és 200 között a Memphisi Egyetem vezetője, valamint a Washingtoni Állami Egyetem kilencedik és az Észak-texasi Egyetem tizenötödik rektora.
Rawlins 1937. november 30-án született Idaho államban. Felsőoktatási tanulmányait az Idahói Állami Egyetemen kezdte, majd az Az Utolsó Napi Szentek Jézus Krisztus Egyháza ausztrál missziójában eltöltött idő után a Brigham Young Egyetemre iratkozott be; ez időtájt vette feleségül Mary Jo Love-ot. Rawling 1963-ban szerezte meg gazdasági alapképesítését, majd 1969-ben doktorált a Kaliforniai Egyetem berkeley-i kampuszán gazdaságtudományi szakon.
A férfinak és feleségének három gyermeke és tizenegy unokája született. Rawlins az Alabamai Egyetem kancellár-helyettesi posztja mellett a tuscaloosai kongregáció püspöki pozícióját is betöltötte, valamint az észak-memphisi egyházközség vezetője volt.

## Munkássága
Rawlins 1968-ban a Washingtoni Állami Egyetem gazdaságtudományi oktatója lett, majd 1977-től 1981-ig tanszékvezető, 1982-től 1986-ig pedig oktatási dékánhelyettes volt. Veldon öt évig volt az Alabamai Egyetem oktatásügyi kancellár-helyettese, majd a Memphisi Állami Egyetem (ma Memphisi Egyetem) vezetőjévé nevezték ki.
Lane 200-ben visszatért a WSU-ra, ahol 2007. május 21-ig az intézményvezetői posztot töltötte be. A férfi 2002-ben megpróbálta kivezetni a „Wazzu” becenevet, mely döntését a hallgatók és öregdiákok tiltakozása miatt később visszavonta. Veldon stratégiai tervének köszönhetően növekedett az intézmény kutatási költségvetése, és több tehetséges hallgató felvételizett az intézménybe.
Rawlins munkagazdaságtani szakemberként az oktatásnak az emberek megélhetésére gyakorolt hatását vizsgálta; 1985-ben jelent meg Robert F. Cookkal és Charles F. Adamsszel közösen jegyzett könyve, a „Public Service Employment: The Experience of a Decade” („Közfoglalkoztatás: Egy évtized tapasztalatai”).
2006-ban Rawlins bejelentette, hogy visszavonul rektori tisztségétől, és a Gazdaságtudományi Iskolán oktat tovább. A férfi 2007 és 2009 között a WSU és a Washingtoni Egyetem együttműködésében létrejött, a regionális problémákat kutató William D. Ruckelshaus Központ ideiglenes igazgatója volt.
V. Lane Rawlinst 2010. április 16-án az Észak-texasi Egyetem ideiglenes rektorává választották a 2010–11-es tanévre; a férfi a pozíciót május 14-én foglalta el. A tervek szerint a következő nyáron az egyetem igazgatótanácsa meg akarta találni a következő állandó rektort, azonban november 9-én erre a feladatra Rawlinst kérték fel, aki ezt el is fogadta, és 2014 májusáig maradt a felsőoktatási intézmény élén.

## Fordítás
- Ez a szócikk részben vagy egészben  a   V. Lane Rawlins című angol Wikipédia-szócikk ezen változatának fordításán alapul.  Az eredeti cikk szerkesztőit annak laptörténete sorolja fel. Ez a jelzés csupán a megfogalmazás eredetét és a szerzői jogokat jelzi, nem szolgál a cikkben szereplő információk forrásmegjelöléseként.